# Skadovsk rajon
Skadovsk rajon (ukrainsk: Скадовський район, tr. Skadovskij rajon) er en af 5 rajoner i Kherson oblast i Ukraine. Skadovsk rajon ligger mod syd ud til Sortehavet, nærmere betegnet ved bugterne Tendra, Dzarylhatj (ud for havnebyen Skadovsk) og Karkinitsky. Den sidstnævnte bugt udgør adskillelsen mellem Ukraine og den nordvestlige del af Krim-halvøen.
Efter Ukraines administrative reform fra juli 2020 er den tidligere Skadovsk rajon med centrum i Skadovsk udvidet med byerne Hola Prystan og Kalantjak samt nogle mindre byer og landdistrikter, sådan at det samlede befolkningstal for Skadovsk rajon er nået op på 127.000.